# 小獵犬2號
小猎犬2號（英語：Beagle 2）是一個由英国研發的着陆航天器，其研發目的在於搜索火星表面的生命跡象，是欧洲航天局2003年火星快車號任务的一部分。小猎犬2號的名字来自曾两次跟随达尔文远征的小猎犬号帆船（HMS Beagle），这两次远征促成达尔文日後得以完成並提出他著名的进化论學說。
它从火星特快车上释放出来后的第六天，正准备按计划进入大气层时，失去所有联系。由於完全失聯，因而曾被質疑其根本没登陸火星，而是被弹出大气层，进入环日轨道；或質疑其在降落过程中被大气燃烧殆尽；亦有其已抵達火星表面，卻因與火星地表堅硬物體發生撞擊而撞毀，或因其它错误而无法与地球联系的質疑。但是在2015年1月16日經多國研究人員確認，小獵犬2號其實已於2003年時成功登陸在火星表面，只是因故未能完成部署開始運作。

## 背景
“小猎犬2號”是由英国公开大学的科林·皮林格教授（Colin Pillinger）为首的英国学术小组与莱斯特大学合作构想出来的。名副其实，它的目的就是为了搜寻火星生命信息，如皮林格教授所说：
“小猎犬号在1830年代载着达尔文探索世界，并因此使我们对地球生命的认知获得了一个巨大的飞跃。我们希望小猎犬2也能在探索火星生命上取得如此成就。”
北纬10.6°，西经270°，依西迪斯平原一块巨大平坦的沉积盆地边界，火星原始高地和北部平原之间的交界处，被选定为着陆点。专家期望登陆器能持续工作180天，如果可能，持续一个火星年（687地球日）的工作。“小猎犬2”登陆器的任务是探明着陆地点的地质状况、矿产资源、土壤成分、氧化状态、大气的物理属性、表层土壤分层、收集火星气象学及气候学的相关数据等，并寻找可能的生命迹象。
皮林格为设计和建造“小猎犬2”成立了一个联合团体，主要成员及职责如下：
- 英国公开大学；团队领导及科学实验
- 莱斯特大学：管理、任务管理、飞行操作组、器械管理及科学实验
- 阿斯特里姆（Astrium）：主要工业伙伴
- 马丁贝克：进入、降落、着陆系统
- 罗杰克（ Logica）：巡航、进入、降落及着陆软件
- SciSys：地面部分及登陆器软件
- 阿伯里斯特威斯大学：机械臂

2000年，主要研发工作开始启动，欧洲宇航防务集团负责项目管理，莱斯特大学负责任务管理，包括相关的发射后操作准备和操作控制中心。
经过广泛的公众宣传并取得资金支持后，设计人员寻求并得到了英国艺术家的参与和认同。任务的呼叫信号由布勒乐队作曲；校准“小猎犬2”相机和光谱分析仪的'检测卡片'（校准用片）由达米恩·赫斯特绘制。
登陆操作控制中心（LOCC）设在莱斯特大学的英國國家太空中心，从这里可以看到如何控制航天器，中心对公众开放参观。中心还包括控制“小猎犬2”的操作系统、程序流程分析工具和科学遥测，准备活动序列、通讯系统及地面测试模型所需的虚拟现实工具。地面测试模型由多种不同的“小猎犬2”系统建造，这些数据收集起来形成一套完整的登陆电子信息。地面测试模型几乎是不停的运行各种工程和科学命令，以此来检测着陆顺序，验证所搭载的软件。

## 航天器和子系统
“小猎犬2號”有一个设计为着陆后可展开的机械臂作为可调承载台（PAW）。可调承载台包括一对立体相机、一个（6微米分辨率）显微镜、穆斯堡尔频谱学仪器、一台X光谱分析仪、一个收集岩石样本的钻头和照射灯。岩石样本由可调承载台送到质谱仪中，登陆器内置的气体色谱仪——气体分析仪（GAP），可以测量不同碳中同位素的相对比例。因为众所周知，碳是生命的基本元素，这些分析可以揭示样本中是否有生命曾经存在的迹象。
此外，“小猎犬2”还配备了一个由机械臂放出的小鼹鼠（行星浅地工具，（PLUTO）），它安装了一个可压缩弹簧装置，可以让“鼹鼠”以每秒20毫米的速度在地表移动，探查地表，并用顶端的凹腔收集地表下的土壤样本。鼹鼠与登陆器之间通过有线电缆连接，并将所收集的样本通过电缆送回登陆器。
登陆器的外形看起来像是一只很浅的碗，直径1米，深0.25米。登陆器的外表面是以铰接的形式折叠起来的，里面是一支超高频天线、0.75米长的机器臂以及科学设备等。主体里也包含了电池、通讯设备、电子设备、中央处理器、加热器和附加荷载设备（辐射和氧化探测器）等。登陆器的盖子是4片暴露在外未折叠的太阳能板。登陆器发射时总计69公斤，但实际登陆重量约33.2公斤。
地面部分来自于欧洲航天局，软件核心是SCOS2000。为遵循低消费的原则，控制软件的原型来自于笔记本电脑。

## 任务
“火星特快车”在世界标准时间2003年6月2日17:45发射于拜科努尔。“小猎犬2號”装在火星特快车的顶端平台。2003年12月19日8：31，登陆器由快车发射至飞向火星的弹射轨道。12月25日“小猎犬2號”发射6天后，按计划，要以20000公里/小时的速度进入火星大气层。登陆器外覆盖着涂有NORCOAT（一种由EADS生产的烧蚀材料）的隔热罩，来抵御进入大气层时的热量。按火星探路者所经历的热流来说，火星大气层中炙热气体产生的辐射和压力最高点估计可达100 W/cm²左右。
在火星大气层中降落后，降落伞被打开，到离地1公里的高度，巨大的气囊开始充气，将登陆器包起来，减轻着陆时的冲击力。着陆时间预计在世界时12月25日02:45（欧洲航天局时间12月24日21:45）。着陆后气囊减压，登陆器的顶部打开。此时，应该向火星特快车发一次信号，当地时间的早晨会再发一次，以此证明“小猎犬2號”成功着陆并渡过在火星上的第一个夜晚。立体相机和一个弹出式镜子将拍摄着陆地点周围的全景图像，然后登陆器的机械臂展开。机械臂会用各种装备采取样品并储存起来以便日后研究，“鼹鼠”也开始工作，在以登陆器3公里为半径的范围内扫描地面，挖取岩石下的土壤样品进行分析。
英国政府在“小猎犬2號”上花费了超过2千2百万英镑（4千万美元），剩下的4千4百万英镑（8千万美元）来自私人投资。

## 任务过程
虽然“小猎犬2號”被成功的从母船火星特快车发射出来，但成功登陆的消息却一直没能得以证实。确认信息应该在2003年12月25号传来，“小猎犬2號”应当联系早已在轨道上的美国国家航空航天局的2001火星奥德赛号，然而接下来的几天，卓瑞尔河岸天文台的洛弗尔望远镜也没能收到“小猎犬號2”的信号。工作组说，他们仍然“满怀希望”的期待发现返回信号。
2004年1月到2月，火星特快车一直多次试图联系“小猎犬2號”。第一次尝试开始于2004年1月7日，以失败告终。虽然一直进行频繁尝试，但最有希望取得成功的是1月12日那天，“小猎犬2”预设为会被刚好飞过正上方的火星特快车探测器发现。然而直到2月2日，探测器要转为自动发射的后备模式时为止，也未能同“小猎犬2”建立任何形式的通讯联系。目标着陆地区的中心的照片显示此处有一个火山撞击坑，有人认为也许是登陆器的停靠地点刚好在撞击坑壁形成的阴影中，所以发射的信号无法传送，但后来的高精度照片否认了这一假设。
2004年2月6日，“小猎犬2號”管理委员会宣布确认“小猎犬2號”失踪。2月11日，欧洲航天局宣布要对“小猎犬2號”任务的失败进行调查。
火星任务失敗以太空任務而言，並不罕見，以2006年與火星相關的發射任務為例，該年37次发射任務中，僅有18次任務成功。

## 欧洲航天局调查报告
2004年5月，委员会将“小猎犬2”的调查报告提交给了欧洲航天局和英国科学大臣盛伯理勋爵。最初，这个报告被列为机密文件，后经过19份书面申请要求，报告终于公布于众。
欧洲航天局科学部负责人大衛·索思伍德教授提出了四种可能的失败原因：
- “小猎犬2”进入了科学家们完全没有预计到的大气层，很快就燃烧完了。也或许是被“反弹回太空中”。因为大气中尘埃的成分分布不同，其温度和密度也完全不同。
- 探测器的降落伞或缓冲气囊没有在正确的时间打开，或根本没有打开。
- “小猎犬2”的后壳与降落伞绞在一起，使得降落伞没能正确打开。
- “小猎犬2”在地表被气囊和降落伞裹住了，没法打开。

2005年2月，根据英国下议院科学与技术特别委员会的建议，报告公布于众，莱斯特大学独立出版了任务细节报告，包括可能的失败模式，和一本《前车之鉴》的小册子。

## 尋獲
2005年12月20日，皮格林教授公布了一些来自火星全球探勘者号的图片，他认为“小猎犬2”落在降落点伊希地平原的一个火山口中，据称这张模糊图片上的主降落点有一个黑斑，不远处，“小猎犬2”的太阳能板已经展开，被一堆泄气的气囊包裹着。2007年2月，美國國家航空暨太空總署（NASA）所操作的火星勘测轨道飞行器（Mars Reconnaissance Orbiter, MRO）上之高精度相机发现这块地其实是空的。
2015年1月16日，一名歐洲太空總署火星特快車計畫的前成員麥可·克隆（Michael Croon）在分析由MRO上所搭載的高解析度成像科學設備（High Resolution Imaging Science Experiment, HiRISE）拍得的照片資料時，發現停在火星表面上的小獵犬2號蹤跡。之後由NASA的噴氣推進實驗室（Jet Propulsion Laboratory, JPL）、小獵犬2號計畫與HiRISE計畫等單位所進行的一連串影像分析證實小獵犬2號並未在登陸的過程中燒毀或撞毀，11年來一直靜止停泊在火星地表的伊希地平原（Isidis Planitia）。照片中顯示小獵犬2號成功著陸但太陽能板未全部展開，主降落傘緊鄰在一旁。因通信天線在太陽能板下面，故歐洲太空總署無法和小獵犬2號建立通訊。相關單位並沒有計畫將它重新啟動、與它恢復通訊，或者從它身上取得任何資料。

## 影視作品中的小獵犬2號
小獵犬2號在電影《變形金剛》中出現，但電影中是美國發射的探測器。火星上的狂派變形金剛红蜘蛛因為小獵犬2號而得知地球位置。